# اوویری

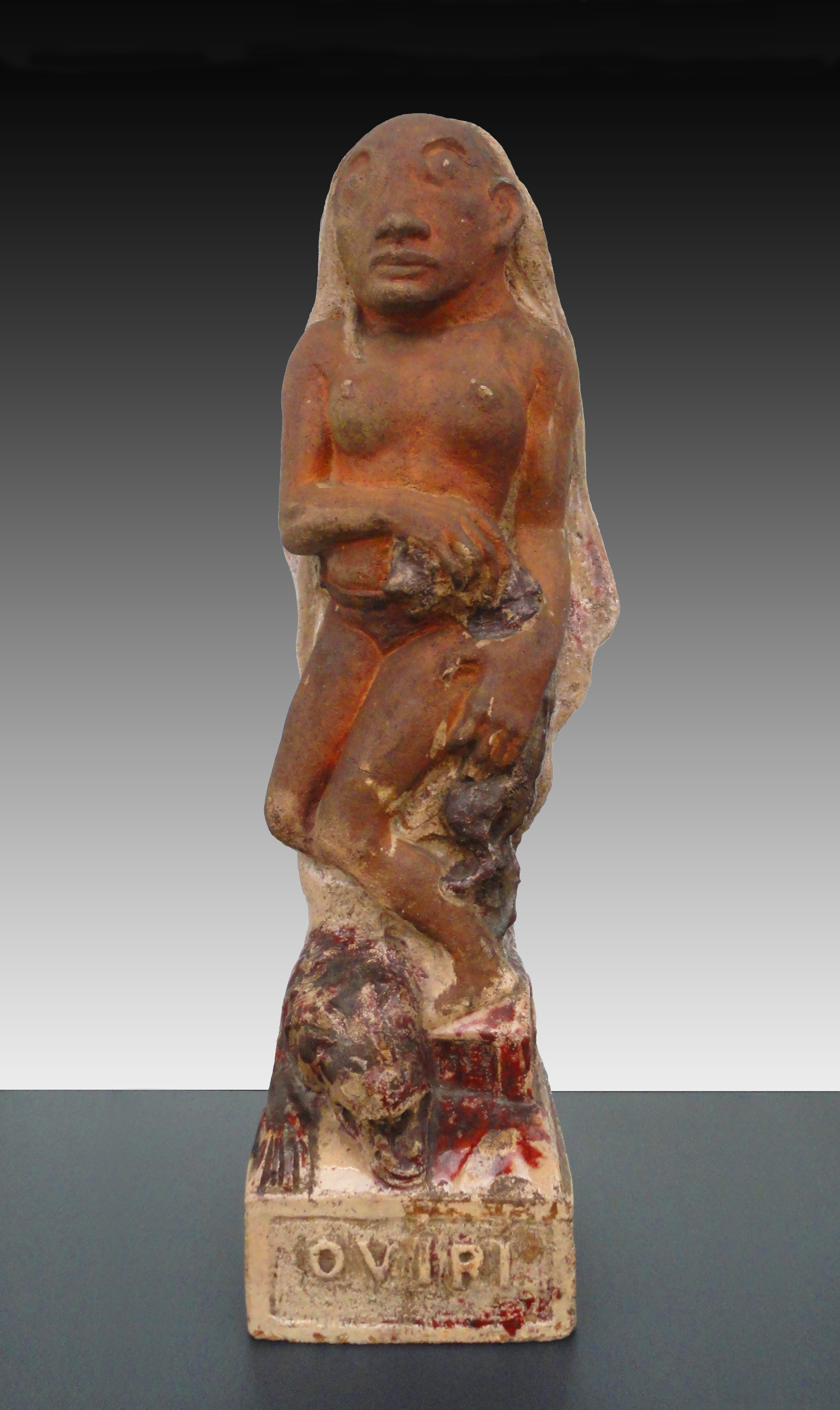
پل گوگن، اویری (ساواژ)، ۱۸۹۴، ظروف سنگی نیمه لعاب دار، ۷۵ × ۱۹ × ۲۷ سانتی‌متر (۲۹٫۵ × ۷٫۵ × ۱۰٫۶ اینچ)، موزه اورسای، پاریس

اویری یک مجسمه سرامیکی محصول ۱۸۹۴ میلادی اثر مجسمه‌ساز فرانسوی پل گوگن است. در اساطیر تاهیتی، اویری الهه سوگواری بود و با موهای بلند رنگ پریده و چشمان وحشی نشان داده شده‌است که گرگی را با پاهایش خفه می‌کند در حالی که توله ای را در آغوشش گرفته‌است. مورخان هنر تعابیر متعددی ارائه کرده‌اند، معمولاً پل گوگن آن را به عنوان الگویی برای تقویت تصویر خود به عنوان یک «وحشی متمدن» در نظر گرفته‌است. او این پیکر را به عنوان معمایی عجیب و بی رحمانه در یک تابلوی نمایشی در سال ۱۸۹۵ از دو برداشت از چوب اویری برای استفان مالارمه توصیف کرد.